# Fort Duurstede

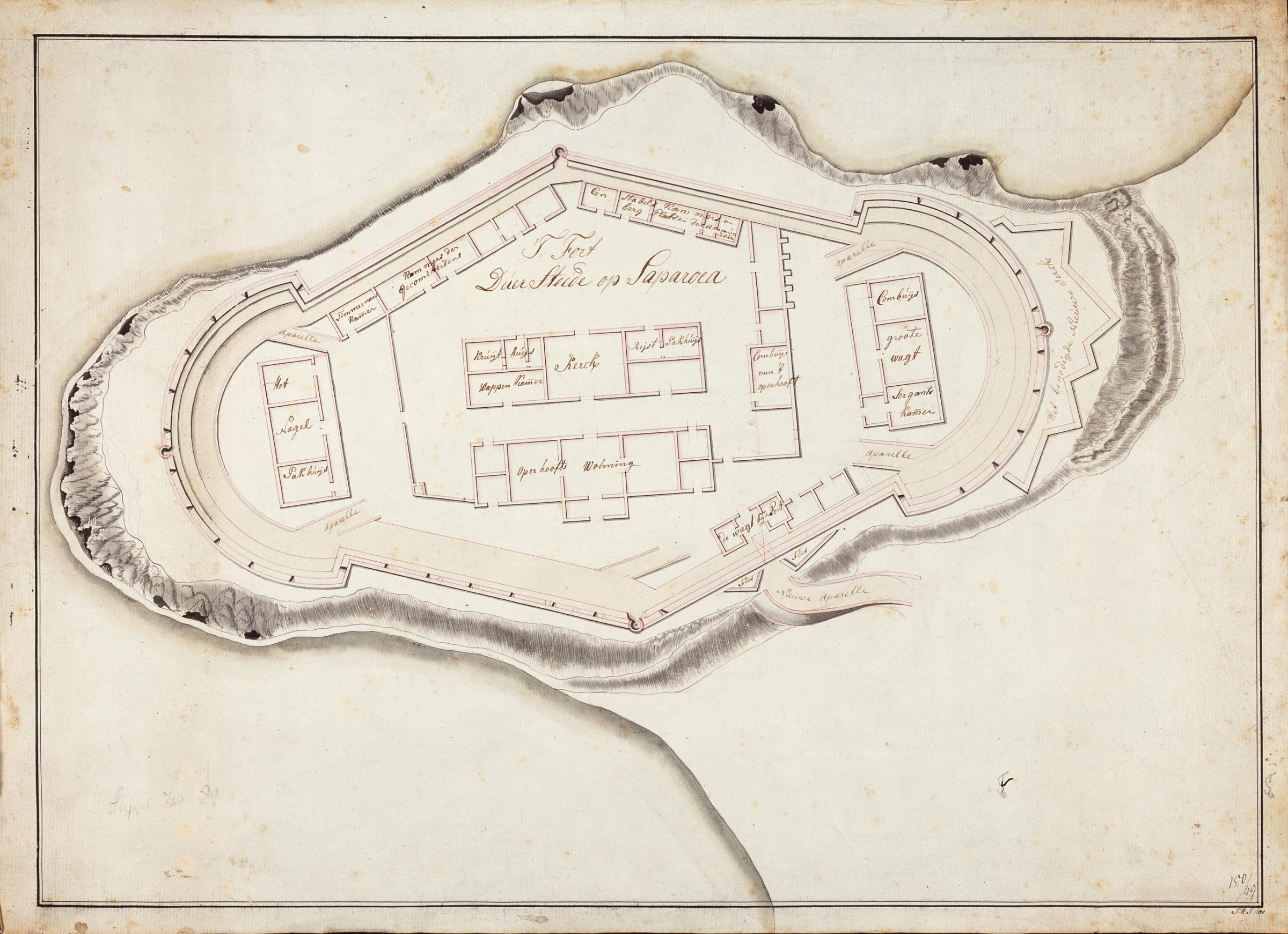
Plan du fort, carte hollandaise, 1700.

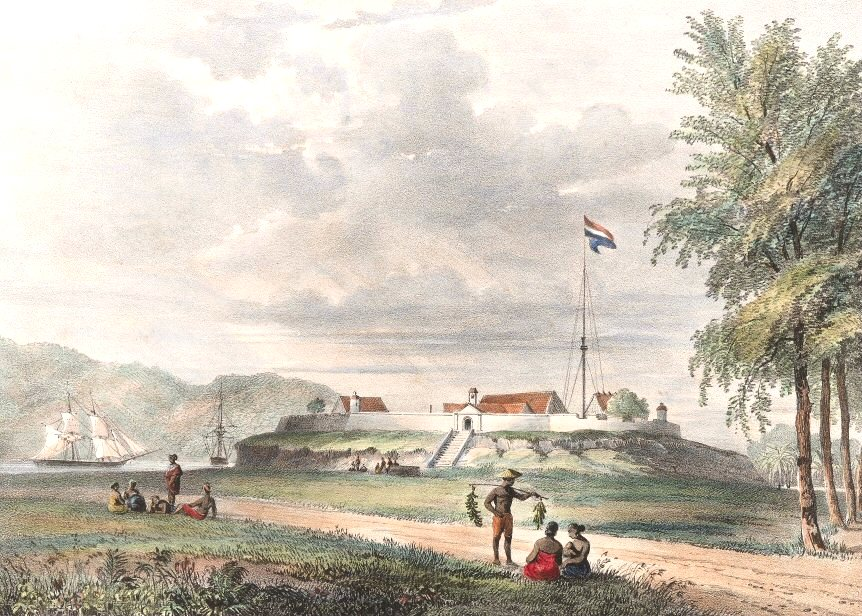
Gravure de 1846 représentant le fort Duurstede

Le Fort Duurstede est un fort construit par la VOC Compagnie néerlandaise des Indes orientales à Saparua, dans les Moluques en Indonésie  qui date du XVIIe siècle.
Le fort protégea originellement le village de Saparua. Un guide de navigation de 1878 avise : « Il y a un bon anchrage près de ce fort dans la mousson ouest dans environ 12 brasses d'eau ».